# Beaumont (Puy-de-Dôme)
Beaumont is een gemeente in het Franse departement Puy-de-Dôme (regio Auvergne-Rhône-Alpes). De plaats maakt deel uit van het arrondissement Clermont-Ferrand en van het gemeentelijk samenwerkingsverband Clermont Auvergne Métropole. Beaumont telde op 1 januari 2022 10.787 inwoners. De gemeente vormt een stedelijk geheel met Clermont-Ferrand.

## Geschiedenis
In de zevende eeuw was hier een abdij van benedictinessen. De abdis bezat tot de Franse Revolutie de voogdij over Beaumont, dat in de elfde eeuw een eigen parochiekerk kreeg, de Notre-Dame de la Rivière. In de zestiende eeuw kreeg Beaumont een stadsmuur om de abdij en de inwoners te beschermen tegen het oorlogsgeweld van de Hugenotenoorlogen. Bij het aanbreken van de Franse Revolutie telde de abdij elf benedictinessen. De abdij werd ontbonden en verkocht. De abdijkerk, de Saint-Pierre, werd in 1934 de nieuwe parochiekerk.
Beaumont was een landbouwdorp met veel wijngaarden. In de loop van de 20e eeuw is de gemeente helemaal verstedelijkt.
Tussen 1790 en 1800 was Beaumont de hoofdplaats van een kanton. In 1985 werd het kanton Beaumont opnieuw ingesteld.

## Geografie
De oppervlakte van Beaumont bedroeg op 1 januari 2022 4,01 vierkante kilometer; de bevolkingsdichtheid was toen 2.690 inwoners per km². Het laagste punt van de gemeente bevindt zich op 395 meter hoogte aan de Artière die door de gemeente stroomt. Het hoogste punt, 520 meter, bevindt zich in het noordwesten van de gemeente aan het Bois de Châtaigneraie. Het centrum ligt op een hoogte van ongeveer 435 meter.
De onderstaande kaart toont de ligging van Beaumont met de belangrijkste infrastructuur en aangrenzende gemeenten.

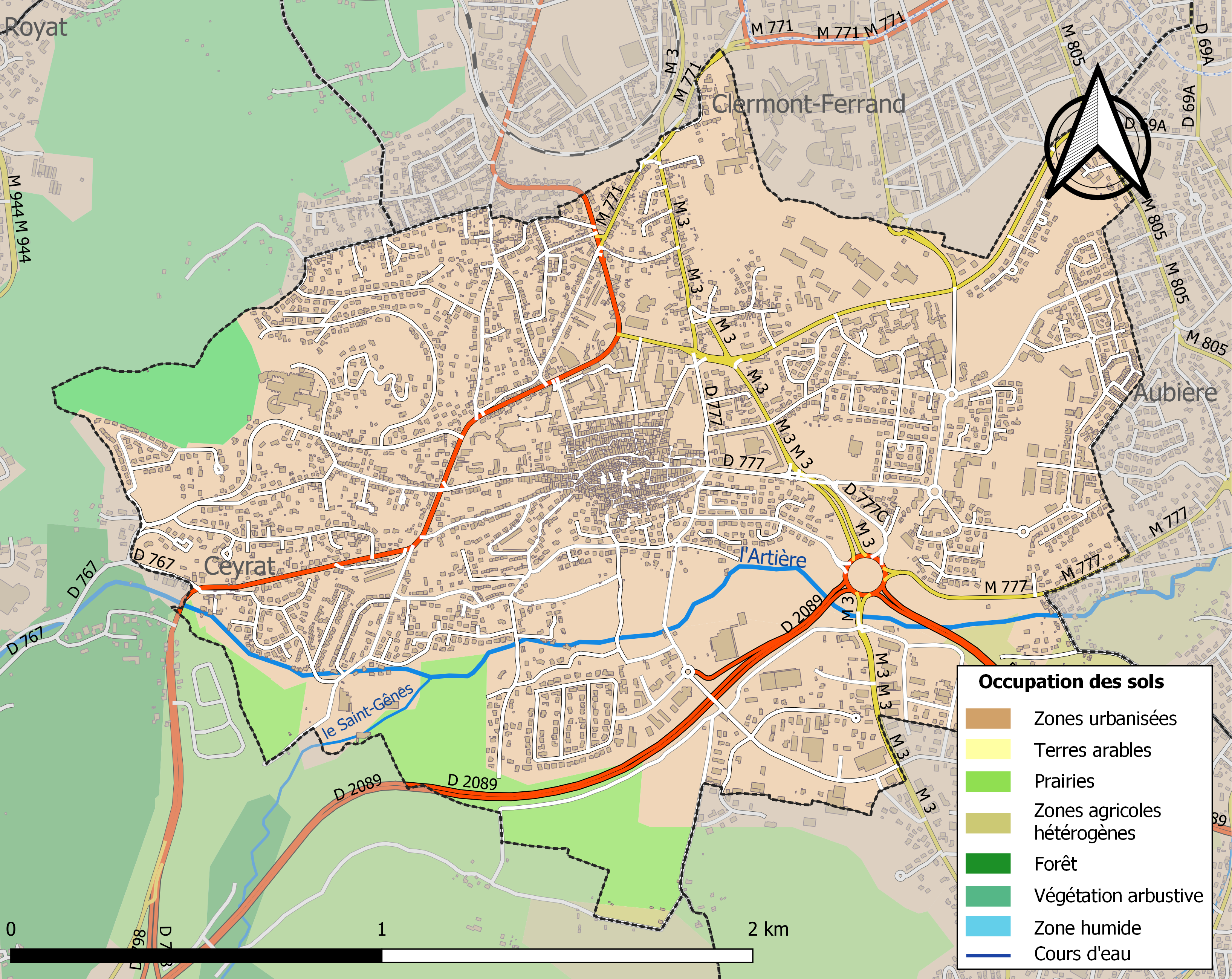

## Demografie
Onderstaande figuur toont het verloop van het inwonertal (bron: INSEE-tellingen).

## Erfgoed

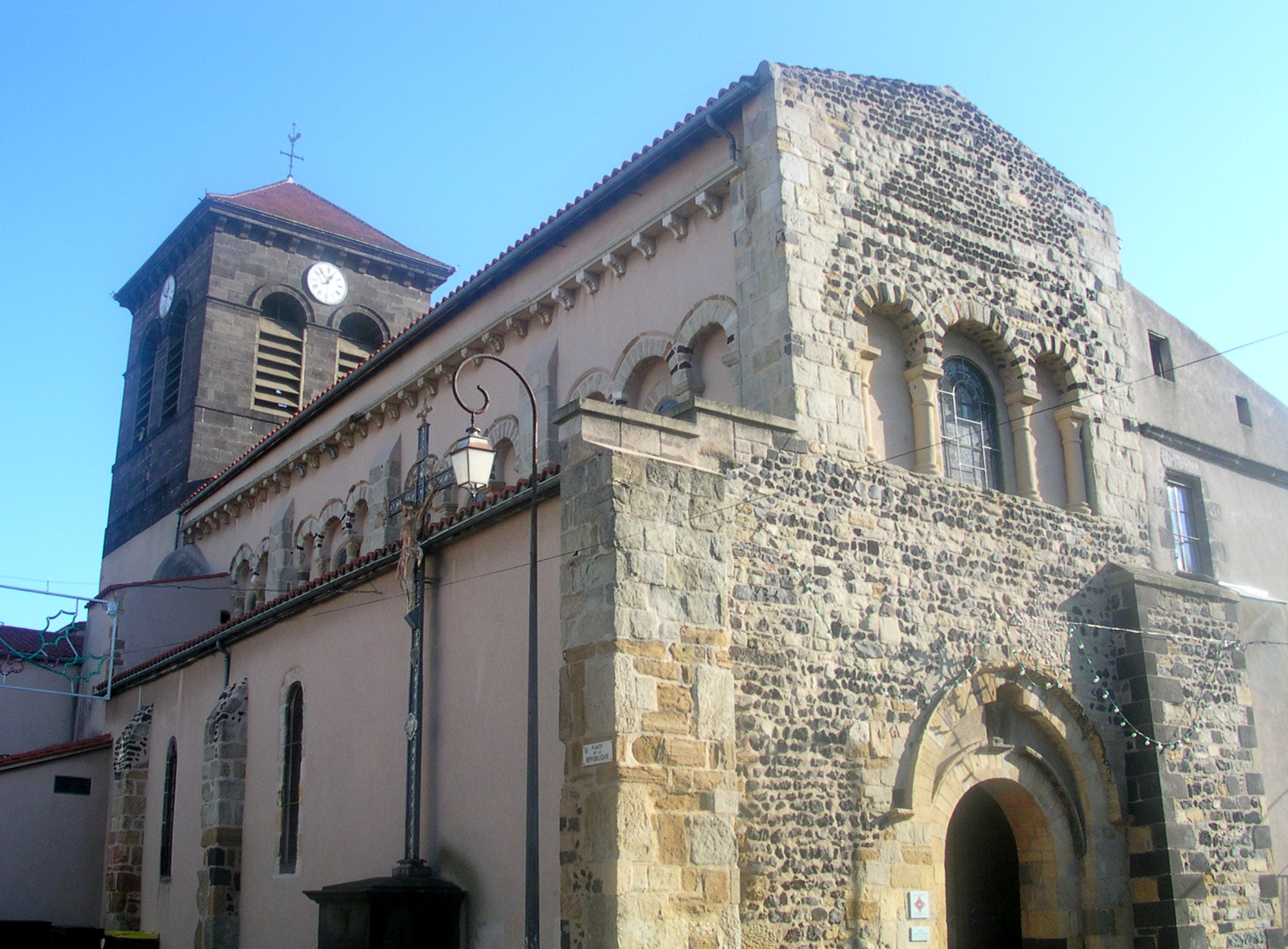
Kerk Saint-Pierre

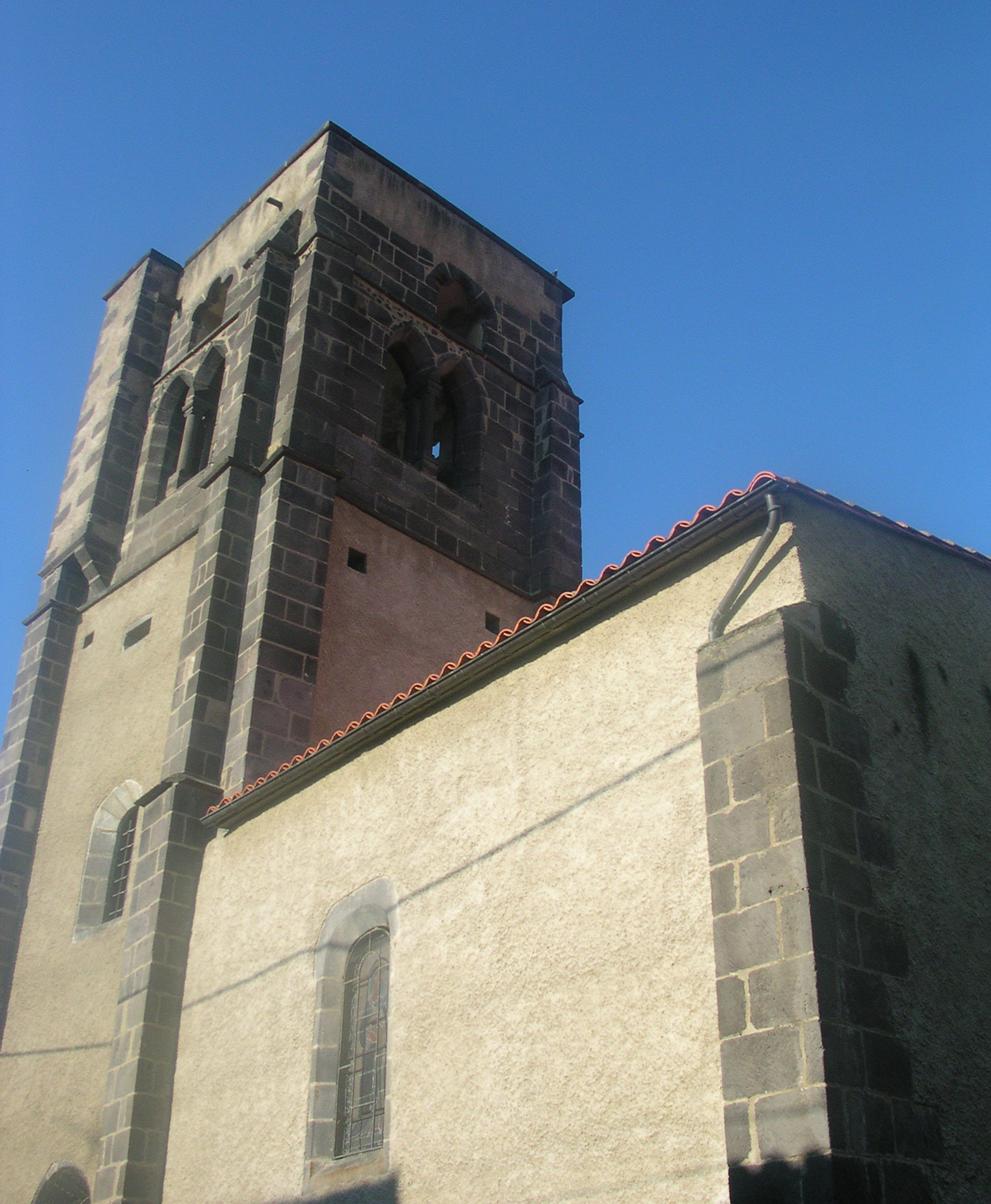
Kerk Notre-Dame de la Rivière

Een stadspoort en delen van de stadsmuur zijn bewaard gebleven.
In de gemeente liggen drie kerken: 
- kerk Saint-Pierre (12e eeuw)
- kerk Notre-Dame de la Rivière (11e eeuw)
- kerk Saint-Jean-Marie Vianney[4]

## Economie
Beaumont heeft vooral een residentiële functie en telt veel forensen die werken in of bij Clermont-Ferrand. De gemeente heeft wel een eigen bedrijvenpark, Zone de l'Artière, beheerd door Clermont Auvergne Métropole. Het privéziekenhuis La Châtaigneraie is een belangrijke werkgever.

## Geboren
- Audrey Tautou (1976), actrice
- Sylvain Georges (1984), wielrenner